# Continuiamo il Cambiamento
Continuiamo il Cambiamento (in bulgaro: Продължаваме промяната, Prodalzhavame promyanata, abbreviato in PP) è un partito politico bulgaro.
Fondato nel settembre del 2021 dagli economisti Kiril Petkov e Asen Vasilev, ministri rispettivamente dell'Economia e delle Finanze nel governo tecnico di Stefan Janev, si è affermato come prima forza politica del paese alle elezioni del novembre successivo.

## Storia
Il partito è stato lanciato ufficialmente il 19 settembre 2021, dopo un mese di speculazioni sulla sua creazione. È stato creato come partito anticorruzione alternativo che potrebbe essere visto come una "forza unificante" tra le altre parti. Il partito è favorevole a lavorare con i partiti anti-establishment, ma ha affermato che si ipotizza che lavorerà con il BSP affinché la Bulgaria formi una coalizione. Non ha inoltre escluso la possibilità di lavorare con GERB - SDS o con il Movimento per i Diritti e le Libertà (DPS), ma Kiril Petkov ha affermato che il DPS deve interrompere i contatti e abbandonare il sostegno dell'ex deputato Delyan Peevski, e GERB deve sostenere la sostituzione del procuratore capo Ivan Geshev per essere considerati potenziali partner della coalizione. Il partito ha annunciato che non creerà un accordo preelettorale con gli altri partiti anti-establishment, ma ci sarà un accordo di cooperazione firmato dopo le elezioni di novembre. 

### Dimissioni di Kiril Petkov
Il 25 giugno 2025, a seguito di scandali di presunta corruzione che hanno coinvolto vari membri del partito, il co-fondatore Kiril Petkov ha rassegnato le sue dimissioni dalle cariche di deputato e co-presidente di Continuiamo il Cambiamento. Il 29 giugno 2025 Asen Vasilev viene nominato unico leader della formazione liberale fino al successivo congresso generale del partito, che si terrà a settembre dello stesso anno.

## Ideologia
Dal punto di vista economico, gli obiettivi principali della coalizione sono creare un ambiente economico e amministrativo favorevole al libero sviluppo delle piccole e medie imprese e attirare investimenti strategici ad alta tecnologia. A livello politico, cercano di fermare la corruzione e l'uso improprio dei fondi statali e di sostenere lo stato di diritto. 
La priorità per la formazione del governo è l'accesso all'istruzione e all'assistenza sanitaria di qualità per tutti i cittadini bulgari, ed infrastrutture moderne. Sottolineano anche la politica sociale, in particolare il miglioramento del sistema pensionistico. 
Per le elezioni presidenziali del 2021, Petkov e Vasilev hanno dichiarato il loro sostegno al presidente in carica Rumen Radev.
Per le elezioni parlamentari del 2021, la coalizione conduce una campagna su temi trasversali per attirare elettori di diverse convinzioni, con particolare enfasi sulla corruzione dell'ex governo di Bojko Borisov. Kiril Petkov e Asen Vasilev, entrambi uomini d'affari, sono visti come liberali e sostengono l'ancoraggio della Bulgaria nell'Unione Europea e nella NATO.

## Risultati elettorali

### Assemblea nazionale
| Elezione                   | Voti    | %     | +/-    | Seggi    | +/- | Posizione               |
| -------------------------- | ------- | ----- | ------ | -------- | --- | ----------------------- |
| Parlamentari novembre 2021 | 666 837 | 25,65 |        | 67 / 240 |     | Maggioranza             |
| Parlamentari 2022          | 506 071 | 19,52 | 6,13%  | 53 / 240 | 14  | Maggioranza             |
| Parlamentari 2023          | 621 326 | 24,56 | 5,1%   | 36 / 240 | 17  | Maggioranza Opposizione |
| Parlamentari 2024          | 307 848 | 14,33 | 10,23% | 22 / 240 | 14  | Astensione              |
| Parlamentari 2024          | 346 063 | 14,20 | 0,33%  | 20 / 240 | 2   | Opposizione             |
| 1. 2. 3.                   |         |       |        |          |     |                         |

### Parlamento europeo
| Elezione     | Voti    | %     | +/- | Seggi  | +/- |
| ------------ | ------- | ----- | --- | ------ | --- |
| Europee 2024 | 290 865 | 14,45 |     | 2 / 17 |     |
| 1.           |         |       |     |        |     |